# Ceratopsion rugosum
Ceratopsion rugosum är en svampdjursart som först beskrevs av Schmidt 1870.  Ceratopsion rugosum ingår i släktet Ceratopsion och familjen Raspailiidae.
Artens utbredningsområde är Kuba. Inga underarter finns listade i Catalogue of Life.